# Bill Rodgers
William Thomas Rodgers, baron Rodgers of Quarry Bank (ur. 28 października 1928 w Liverpoolu) – brytyjski polityk, członek Partii Pracy, Partii Socjaldemokratycznej i Liberalnych Demokratów, minister w rządzie Jamesa Callaghana.

## Życiorys
Wykształcenie odebrał w rodzinnym Liverpoolu oraz w Magdalen College na Uniwersytecie Oksfordzkim. W latach 1953–1960 był sekretarzem generalnym Fabian Society. W latach 1958–1962 zasiadał w radzie okręgu St. Marylebone. W 1957 r. bez powodzenia startował w wyborach uzupełniających w okręgu Bristol West. Był przewodniczącym Kampanii na rzecz Demokratycznego Socjalizmu – popierał lidera laburzystów Hugh Gaitskella oraz sprzeciwiał się jednostronnemu rozbrojeniu nuklearnemu.
Do Izby Gmin dostał się w 1962 r., wygrywając wybory w okręgu Stockton-on-Tees. W latach 1964–1967 był podsekretarzem stanu w ministerstwie spraw ekonomicznych. W 1967 r. objął analogiczne stanowisko w ministerstwie spraw zagranicznych. W latach 1968–1969 był ministrem stanu ds. handlu, a w latach 1969-1970 ministrem stanu Skarbu. W 1971 r. był jednym z 69 laburzystowskich deputowanych, którzy wbrew oficjalnemu stanowisku partii zagłosowali za członkostwem Wielkiej Brytanii w EWG. W 1976 r. został członkiem gabinetu jako minister transportu. Pozostał na tym stanowisku do wyborczej porażki laburzystów w 1979 r.
Wobec narastającego eurosceptycyzmu w Partii Pracy i zdominowania jej przez skrajną lewicę pod przywództwem Tony’ego Benna, Rodgers oraz trzech innych deputowanych (Roy Jenkins, David Owen i Shirley Williams) założyli w 1981 r. Partię Socjaldemokratyczną. Następnie prowadził negocjacje dotyczące koalicji z Partią Liberalną. W wyborach 1983 r. koalicja uzyskała 25% głosów, ale przełożyło się to na zaledwie 23 mandaty parlamentarne. Rodgers przegrał wybory w swoim okręgu i na kilka lat znalazł się na marginesie życia politycznego kraju.
W 1987 r. podjął nieudaną próbę powrotu do Izby Gmin, startując wyborach w okręgu Milton Keynes. W tym samym roku stał na czele kampanii „Yes to Unity”, która doprowadziła do połączenia się SDP z Partią Liberalną. Podczas przerwy w aktywności politycznej Rodgers był dyrektorem generalnym Królewskiego Instytutu Brytyjskich Architektów oraz przewodniczącym Agencji Standardów Reklamowych.
Do parlamentu powrócił dopiero w 1992 jako par dożywotni baron Rodgers of Quarry Bank zasiadł w Izbie Lordów. W 1994 został rzecznikiem Liberalnych Demokratów w Izbie Lordów ds. wewnętrznych. W latach 1997–2001 był liderem swojej partii w Izbie Lordów. Z tego stanowiska zrezygnował z powodu choroby.